# Señor Air
Señor Air es una aerolínea regional mexicana que lanzó operaciones programadas el 8 de diciembre de 2023. Tiene su base en el Aeródromo Internacional de Cabo San Lucas. Las operaciones comenzarán con un avión Embraer ERJ-135 y se espera que se entregue un Embraer ERJ-145 en 2024.

## Destinos
La aerolínea cuenta con vuelos domésticos en el área del Golfo de California desde el 8 de diciembre de 2023, sirviendo a Guadalajara, Los Mochis, Mazatlán y Puerto Vallarta desde su hub en Cabo San Lucas. Ciudad de México-AIFA figura como un futuro destino.
|  | Centro de conexiones |
|  | Destino foco         |
|  | Próximo destino      |
|  | De temporada         |
|  | Destino cancelado    |

## Flota
La flota de Señor Air tiene edad promedio de 24.6 años a junio de 2025 y consta de las siguientes aeronaves:
| Aeronaves       | Total | Pedidos | Pasajeros | Matrículas     | Notas |
| --------------- | ----- | ------- | --------- | -------------- | ----- |
| Embraer ERJ-135 | 2     | —       | 37        | XA-SEN, XA-SEA | [ 7 ] |
| Embraer ERJ-145 | 1     | —       | 50        | XA-SRC         | [ 2 ] |
| Total           | 3     | —       |           |                |       |